# Accademia ligustica di belle arti
Accademia ligustica di belle arti (Liguryjska Akademia Sztuk Pięknych) – włoska akademia sztuk pięknych, założona w 1751 roku w Genui z inicjatywy oświeconej arystokracji i młodych artystów, skupionych wokół hrabiego Giovana Francesca Dorii, promotora całego przedsięwzięcia. Należy do najstarszych uczelni artystycznych na terenie Włoch; wcześniejsze od niej były tylko uczelnie artystyczne w Bolonii i w Wenecji. Przy uczelni działa muzeum sztuki oraz biblioteka.

## Historia

### XVIII i XIX wiek
Liguryjska Akademia Sztuk Pięknych została założona w 1751 roku w Genui z inicjatywy oświeconej arystokracji i młodych artystów, skupionych wokół hrabiego Giovana Francesca Dorii, promotora całego przedsięwzięcia. Należy do najstarszych uczelni artystycznych na terenie Włoch; wcześniejsze powstały tylko uczelnie artystyczne w Bolonii (Accademia di Belle Arti di Bologna, założona w 1709 roku) i w Wenecji (Accademia di Belle Arti di Venezia, założona w 1750 roku). Pierwszą siedzibą Akademii była loggia należącego do rodu Dorów kościoła San Matteo. Na przełomie XVIII i XIX wieku pojawił się pomysł utworzenia muzeum miejskiego, w którym mogłyby być eksponowane dzieła sztuki, będące już w posiadaniu Akademii (właściwe muzeum zostało otwarte dla publiczności dopiero w 1980 roku). W drugiej połowie XIX wieku ważną rolę wśród kadry pedagogicznej Akademii odgrywał Tammar Luxoro i jego Szkoła Pejzażu, stojąca w jawnej opozycji do akademickiego konserwatyzmu.

### XX i XXI wiek
Rola dydaktyczna i artystyczna Akademii straciła na znaczeniu od pierwszych dekadach XX wieku; uczelnia zaczęła być utożsamiana z konserwatyzmem i zniknęła jako temat z debaty kulturalnej w mieście. 9 maja 1939 roku na mocy dekretu królewskiego nr. 936 uzyskała osobowość prawną.
Akademia Liguryjska odzyskała swoją ściśle określoną funkcję począwszy od zasadniczej transformacji z lat 70. XX wieku; w 1975 roku ponownie otworzyła się dla miasta oferując profesjonalne kursy w sferze restauracji dziedzictwa artystycznego. W 1979 roku wprowadzono czteroletnie studia artystyczne, a w 1980 roku zainaugurowano pinakotekę Muzeum, co dodatkowo wzmocniło edukacyjną i kulturalną rolę Akademii w życiu miasta i regionu. Ponadto ustawa o Reformie 508/99 i dekret ministerialny 268/2002 zrównały tytuł wydany przez Akademię z dyplomami pierwszego stopnia, wydawanymi przez uniwersytety. Był to punkt zwrotny, który pozwolił akademiom odzyskać fundamentalną rolę w kontekście edukacji i badań. W 2004 roku nastąpiło przejście od tradycyjnego, czteroletniego okresu studiów do modelu uniwersyteckiego: krótkie trzyletnie studia, kończące się dyplomem i dwuletnie studia specjalizacyjne, również kończące się dyplomem. To nowe podejście miało na celu dostosowanie Akademii Liguryjskiej do systemu uniwersyteckiego.

## Budynek uczelni

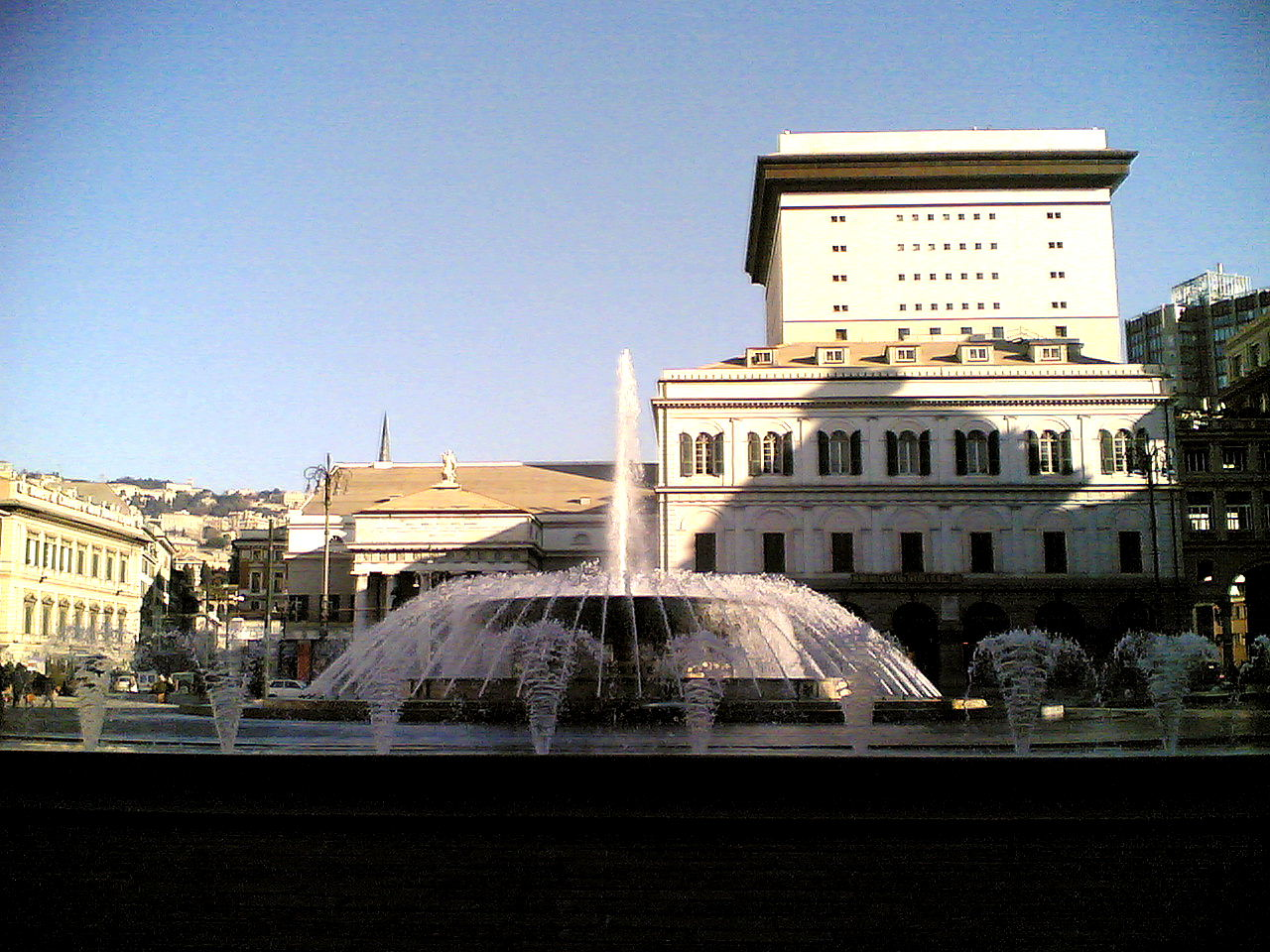
Piazza De Ferrari: fontanna (na pierwszym planie), budynek uczelni (po prawej) i Teatro Carlo Felice (z tyłu)

Budynek, w którym od 1831 roku mieści się Akademia razem z muzeum, został zbudowany po 1826 roku według projektu architekta Carla Barabina na terenie zajmowanym wcześniej przez klasztor przylegający do XIV-wiecznego kościoła San Domenico; na tym samym terenie i według projektu tego samego architekta zbudowano Teatro Carlo Felice, oddany do użytku w 1828 roku. Budynek Akademii został przebudowany na początku XX wieku. Jest obiektem wolno stojącym, z portykami z trzech stron. Masywna fasada utrzymana jest w stylu neoklasycznym. W przebudowanym wnętrzu uwagę zwracają monumentalne schody. W niszy nad pierwszym podestem został umieszczony posąg św. Katarzyny Aleksandryjskiej, pochodzący z XVI-wiecznego portalu bastionu Acquasola, wyburzonego w 1837 roku. W niszach ośmiokątnego atrium umieszczono cztery marmurowe podobizny znanych genueńskich artystów: Luki Cambiasa, Filippa Parodiego, Bernarda Strozziego i Bernarda Schiaffina; dwie pierwsze wyrzeźbił w 1935 roku Luigi Orengo, a dwie kolejne – Guido Galletti w 1939 roku.

## Stan dzisiejszy

### Akademia
Uczelnia prowadzi studia w zakresie dekoracji, grafiki, malarstwa, rzeźby, nauczania przedmiotów artystycznych oraz realizacji projektów artystycznych dla przemysłu i teatru, trwające trzy lata i kończące się dyplomem pierwszego stopnia (Laurea di primo livello), a także studia specjalizacyjne z zakresu dekoracji, malarstwa, rzeźby i scenografii, trwające dwa lata i kończące się dyplomem drugiego stopnia (Laurea di secondo livello).
Oprócz kształcenia zadaniem Akademii jest promocja – szczególnie w regionie Ligurii - sztuk wizualnych oraz wszystkich powiązanych z nimi działań, w oparciu o własne przepisy i zgodnie z prawem państwowym, również we współpracy z innymi organami i instytucjami o znaczeniu krajowym i międzynarodowym. Akademia ma również jako cel umożliwienie specjalizacji i aktualizacji wiedzy dla tych, którzy chcą uzyskać wyższy poziom profesjonalizmu w dziedzinie sztuk wizualnych.

### Muzeum sztuki

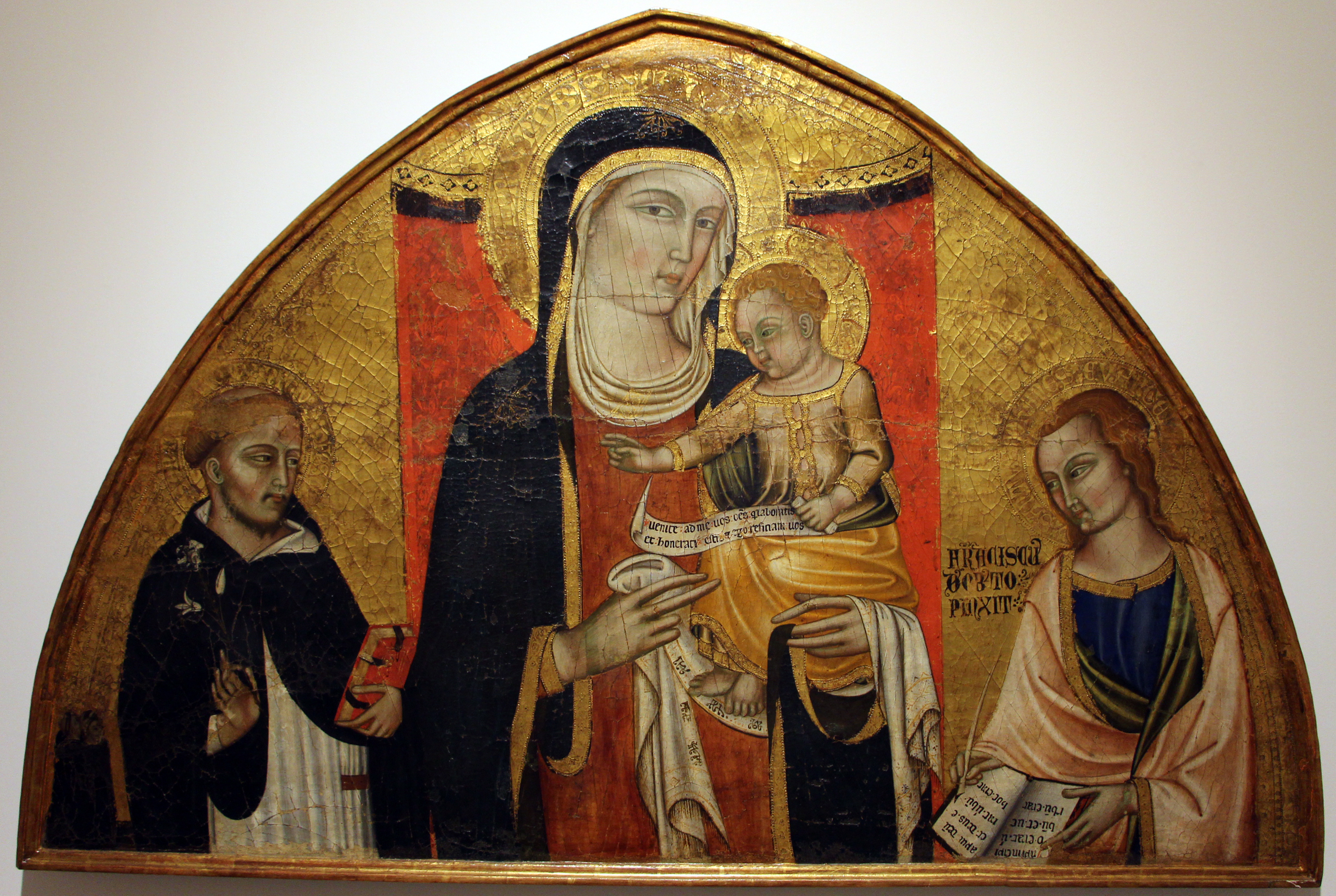
Francesco d’Oberto, Madonna z Dzieciątkiem między św. Dominikiem a św. Janem Ewangelistą, ok. 1368

Muzea zakładane w XVIII wieku przy Akademiach Sztuk Pięknych miały w swoich genezie zadania edukacyjne – ich zbiory miały być przykładowymi modelami dla młodych artystów, stanowiąc połączenie teorii a praktyką, zgodnie z założeniami edukacyjnymi epoki Oświecenia. Jednak w okresie późniejszym liczne akademickie zbiory sztuki oddzieliły się od swych organów założycielskich stając się niezależnymi instytucjami, prowadzącymi samodzielną działalność, takimi jak mediolańska Pinakoteka Brera czy wenecka Gallerie dell’Accademia. W odróżnieniu od nich Akademia Sztuk Pięknych w Genui, zachowała, niemal jako jedyna, przez ponad dwa i pół wieku, bez żadnych podziałów, swoje dwa różne segmenty: uczelnię i muzeum sztuki.
W zbiorach muzeum Akademii znajduje się ponad trzysta obrazów, prezentowanych częściowo w systemie rotacji, które stanowią miarodajną antologię malarstwa w Ligurii od XV do XX wieku. Reprezentowane są dzieła najbardziej znanych artystów, działających w Genui, takich jak: Perino del Vaga (Poliptyk św. Erazma), Giovanni Andrea De Ferrari (Święty podnosi upadłego robotnika budowlanego, Adoracja pasterzy), Luca Cambiaso, Bernardo Strozzi (Opłakiwanie martwego Chrystusa, croquis fresków apsydialnych z rozebranego kościoła San Domenico), Giovanni Andrea Ansaldo, Gioacchino Assereto (Męczeństwo św. Bartłomieja), Giovanni Benedetto Castiglione (Wejście zwierząt do arki) i Domenico Piola oraz jego pracownia. Oddzielną grupę stanowią cenne obrazy namalowane na złotym tle, pochodzące ze zburzonych lub zlikwidowanych kościołów (Francesco d’Oberto, Madonna z Dzieciątkiem między św. Dominikiem a św. Janem Ewangelistą).
Twórczość artystyczną w XIX i XX wieku reprezentują prace takich twórców jak: Tammar Luxoro, Ernesto Rayper, Aldredo D'Andrade, Serafín De Avendaño, Rubaldo Merello i Plinio Nomellini. Kolekcję uzupełniają rysunki, ryciny, modele gipsowe i rzeźby z marmuru, brązów i terakoty, matryce miedziorytowe oraz wyroby z majoliki i porcelany, zebrane w czasie istnienia Akademii, odzwierciedlające historię dawnej stolicy Republiki Genui.

### Biblioteka akademicka
Zbiory biblioteki składają się z około 5500 książek i czasopism. Biblioteka zajmuje się gromadzeniem, przechowywaniem i wypożyczaniem publikacji, jest także miejscem nauki i badań naukowych dla swoich studentów Instytutu (a w niektórych specjalistycznych sferach działalności także poza uczestników spoza uczelni); Biblioteka gromadzi także wszelkie informacje o wydarzeniach związanych z teatrem, kinem, konferencjami, seminariami, organizowanymi przez różne organy, jak również ze wszystkimi wydarzeniami (lokalnymi, regionalnymi i krajowymi), wystawami, konkursami, szkoleniami, studiami podyplomowymi magisterskie, stypendiami i innymi.